# Diecezja Tempio-Ampurias
Diecezja Tempio-Ampurias – diecezja Kościoła rzymskokatolickiego we Włoszech, a ściślej na Sardynii. Jest uznawana za bezpośrednią spadkobierczynię erygowanej w XII wieku diecezji Ampurias. W 1506 połączyła się ona z diecezją Civita, a stolica ta została dopisana do jej nazwy. W 1839 nazwa zmieniła się po raz kolejny, na diecezję Ampurias i Tiempo. Ostatnią korektę nazwy, po której przyjęła ona swoją obecną formę, wprowadzono podczas reformy administracyjnej Kościoła włoskiego w 1986 roku. Należy do metropolii Sassari.